# Batalla d'Isly
La batalla d'Isly va tenir lloc el 14 d'agost de 1844 entre França i el Marroc, prop del riu Isly, a la Frontera entre Algèria i el Marroc.

## Antecedents
La pau en la conquesta francesa d'Algèria va acabar el 1839 quan el duc d'Orleans, ignorant els termes del tractat de Tafna, va encapçalar una força expedicionària que va forçar les portes de ferro. El 1841 Thomas Robert Bugeaud, va tornar a Algèria, aquesta vegada com a governador general, i entre 1841 i 1843 va ocupar Tagdempt, Mascara, Boghar, Taza, Saïda, Tremissèn, Sebdou i Nedroma i va fer expedicions per tot el país intentant capturar al seu enemic i destruir a les seves forces. El 16 de maig de 1843 la nova capital de l'emir, Smala, fou ocupada i les tribus es van començar a sotmetre a França, i a finals d'any, molt debilitat, Abd el-Kader es va refugiar a la frontera marroquina per quedar a resguard i enrolar soldats.

## Batalla
La situació es va tornar amenaçadora quan Mulay Muhammad IV es va presentar a Oujda.
Mentre el príncep de Joinville destruïa Tànger, el mariscal Bugeaud va cridar la columna del mariscal Thomas Robert Bugeaud composta per 3 batallons d'infanteria i 6 esquadrons de cavalleria que es dirigien al sud-oest per tallar tota comunicació entre Abd-el-Kader i les tribus del país, i va cridar al coronel Eynard que estava a Tlemcen amb els seus dos esquadrons dels quart d'hússars, per reunir-s'hi el més aviat possible. Bugeaud, que intentava completar la conquesta francesa d'Algèria, va iniciar les hostilitats sense una declaració de guerra per tal de forçar els marroquins a deixar de donar suport al líder algerià Abd el-Kader i aconseguir una posició de força en les subseqüents negociacions.
Les forces franceses van derrotar una força marroquina superior en nombre però menys organitzada, liderada pel Mulay Muhammad IV, fill del soldà Abd al-Rahman ben Hixam.

## Conseqüències
L'endemà de la batalla s'inicià el bombardeig de Mogador i el soldà Mawlay Abd-ar-Rahman va haver de refusar ajudar el seu hoste i el va haver de declarar fora de la llei.
El 1846 Abd el-Kader va tornar a Algèria per agafar la direcció de les revoltes que esclataven a diversos llocs. El 23 de setembre va obtenir una victòria a Sidi Brahim, però els francesos van enviar 18 columnes que el van empènyer altre cop cap al Marroc on va trobar l'hostilitat del sultà, i va quedar bloquejat entre les tribus lleials al soldà marroquí i els francesos. Va entrar a Algèria altre cop, ja que no tenia cap sortida per anar més al sud com volia, i finalment es va rendir al duc d'Aumale el 23 de desembre de 1847 contra la promesa de ser enviat a Jerusalem o Alexandria, que no es va complir.